# موزه هنر معاصر بنیاد لودویگ وین
موزه هنر معاصر بنیاد لودویگ وین(به آلمانی: Museum Moderner Kunst Stiftung Ludwig Wien) (به اختصار ماموک ) یا «موزه هنر مدرن» نام موزه ای در شهر وین پایتخت اتریش است.

این موزه دارای مجموعه‌ای از ۱۰۰۰۰ اثر هنری مدرن و معاصر است، از جمله آثار مهمی از اندی وارهول، پابلو پیکاسو، آلبر گلز، جوزف بویس، نام جون پایک، ولف ووستل، گرهارد ریشتر، جاسپر جانز و روی لیختن اشتاین است. بیش از ۲۳۰ اثر هنری توسط صنعتگر و مجموعه دار هنری آلمانی پیتر لودویگ و همسرش ایرنه در سال ۱۹۸۱ به موزه اهدا شده است.
از سال ۲۰۰۱، موزه به یک ساختمان پوشیده از سنگ که معماران اتریشی (ORTNER & ORTNER) آن را طراحی کرده‌اند، منتقل شده است.